# STAGE (松山千春のアルバム)
『STAGE 7-24-1982 MAKOMANAI SAPPORO』（ステージ 7-24-1982 マコマナイ サッポロ）は、1982年11月21日にリリースされた松山千春初のライブ・アルバムである。

## 解説
1982年7月24日札幌市の真駒内屋外競技場で行われた『Big Summer Scene '82 大いなる愛よ夢よ』の模様を収録した2枚組のアルバムである。1986年にALFAレコードからCD化されたが、現在は廃盤となっている。
CD-BOX『CHIHARU MATSUYAMA LIVE BOX 1980-1999“O・I・RA”』のディスク5とディスク6には、この日のコンサートが完全収録されている。
2001年10月20日に発売された『松山千春DVDコレクション Vol.1「STAGE」』に、同じコンサートの模様を収録されている。

## 収録曲
| 全作詞・作曲: 松山千春（#1のみ作曲）、全編曲: 松井忠重。 |             |                         |                         |      |
| #                                                        | タイトル    | 作詞                    | 作曲・編曲              | 時間 |
| 1.                                                       | 「OPENING」 | 松山千春 （#1のみ作曲） | 松山千春 （#1のみ作曲） | 2:25 |
| 2.                                                       | 「長い夜」  | 松山千春 （#1のみ作曲） | 松山千春 （#1のみ作曲） | 4:45 |
| 3.                                                       | 「旅立ち」  | 松山千春 （#1のみ作曲） | 松山千春 （#1のみ作曲） | 2:50 |
| 4.                                                       | 「銀の雨」  | 松山千春 （#1のみ作曲） | 松山千春 （#1のみ作曲） | 3:17 |
| 5.                                                       | 「恋」      | 松山千春 （#1のみ作曲） | 松山千春 （#1のみ作曲） | 4:53 |
| 合計時間:                                                | 合計時間:   | 18:10                   |                         |      |

| 全作詞・作曲: 松山千春、全編曲: 松井忠重。 |                    |          |            |      |
| #                                          | タイトル           | 作詞     | 作曲・編曲 | 時間 |
| 1.                                         | 「人生の空から」   | 松山千春 | 松山千春   | 2:46 |
| 2.                                         | 「夜よ泣かないで」 | 松山千春 | 松山千春   | 4:10 |
| 3.                                         | 「君が好きさ」     | 松山千春 | 松山千春   | 2:57 |
| 4.                                         | 「父さん」         | 松山千春 | 松山千春   | 5:27 |
| 5.                                         | 「悲しい時には」   | 松山千春 | 松山千春   | 5:36 |
| 合計時間:                                  | 合計時間:          | 20:56    |            |      |

| 全作詞・作曲: 松山千春、全編曲: 松井忠重。 |              |          |            |      |
| #                                          | タイトル     | 作詞     | 作曲・編曲 | 時間 |
| 1.                                         | 「サンバ」   | 松山千春 | 松山千春   | 3:43 |
| 2.                                         | 「浜辺」     | 松山千春 | 松山千春   | 4:08 |
| 3.                                         | 「黄昏」     | 松山千春 | 松山千春   | 3:38 |
| 4.                                         | 「はまなす」 | 松山千春 | 松山千春   | 6:30 |
| 合計時間:                                  | 合計時間:    | 17:59    |            |      |

| 全作詞・作曲: 松山千春、全編曲: 松井忠重。 |                      |          |            |      |
| #                                          | タイトル             | 作詞     | 作曲・編曲 | 時間 |
| 1.                                         | 「大いなる愛よ夢よ」 | 松山千春 | 松山千春   | 5:18 |
| 2.                                         | 「季節の中で」       | 松山千春 | 松山千春   | 3:28 |
| 3.                                         | 「車を止めて」       | 松山千春 | 松山千春   | 3:12 |
| 4.                                         | 「夢の旅人」         | 松山千春 | 松山千春   | 5:14 |
| 合計時間:                                  | 合計時間:            | 17:12    |            |      |

## 参加ミュージシャン
- E.Guitar：幾見雅博・松原正樹
- Bass：長岡道夫
- Drums：島村英二
- Percussion：ラリー須永
- A.Guitar：笛吹利明
- Keyboard：奥慶一
- Saxophone, Flute：佐野博美
- Violin：篠崎正嗣
- Strings：ストリームス・ステファニー・エンジェルス